# (18611) Baudelaire
(18611) Baudelaire est un astéroïde de la ceinture principale.

## Description
(18611) Baudelaire est un astéroïde de la ceinture principale. Il fut découvert par Eric Walter Elst le 6 février 1998 à l'ESO. Il présente une orbite caractérisée par un demi-grand axe de 2,44 UA, une excentricité de 0,194 et une inclinaison de 2,43° par rapport à l'écliptique.
Il fut nommé en hommage au poète français Charles Baudelaire (1821-1867).

## Compléments